# Paul Marciano
Paul Marciano (nacido en 1952 en Debdou, Marruecos) es un emprendedor y diseñador de moda estadounidense nacido en Marruecos, descendiente de judíos y cofundador de Guess?. Es la mente detrás de la imagen de Guess y sus sensuales anuncios en blanco y negro han ganado numerosos Clio Awards. Inicialmente dirigido por todos los cuatro hermanos Marciano (Paul, Armand, Maurice y Georges), hoy la compañía y sus extensiones, Marciano y Guess?, son dirigidas únicamente por Paul y Maurice. También es un gran benefactor de una de las más grandes sinagogas sefardíes en Los Ángeles, Em Habanim.

## Primeros años
Paul Marciano nació en 1952 en Debdú, Marruecos en una familia de judíos y criado en Marsella, Francia con sus cuatro hermanos, Georges, Armand, Maurice y Jacqueline. Su padre, abuelo y bisabuelo eran rabinos. Vivían en un apartamento en el complejo de la sinagoga de los 8 a los 15 años. Paul, junto a sus hermanos, fue miembro de los Éclaireurs israelites de France, un grupo de boy scout judíos que se localizaba en el mismo complejo. A los 15 años, él y un amigo sufrieron un accidente de motocicleta cuando colisionaron con un coche que se acercaba. Después de que le dijesen que no volvería a caminar nunca más, pasó siete meses en una silla de ruedas. Con el tiempo volvió a usar complemente sus extremidades después de año y medio, pero no fue admitido en el colegio debido a su prolongada ausencia. No pudiendo terminar su educación, viajó a Israel para vivir en un Kibutz.

## Carrera

### MGA
Marciano trabajó en la compañía de su familia, MGA, con tiendas en la Riviera francesa. Los hermanos Marciano, Paul, Georges, Armand y Maurice, visitaron el Sur de California durante un permiso extendido en 1977, y cogieron aprecio al área. Después de los cambios políticos que sufrió Francia en 1981, los hermanos Marciano cerraron MGA y se mudaron a los Estados Unidos. Poco después los hermanos fundaron la mundialmente conocida compañía de ropa Guess.

### Guess? Inc.
En 1981, los hermanos Marciano fundaron Guess Jeans. En 1983, vendieron el 50 % de las acciones de Guess Jeans a los hermanos Nakash (Joseph "Joe" Nakash, Abraham "Avi" Nakash, and Raphael "Ralph" Nakash) de Nueva York. La empresa conjunta se estropeó y en 1989, un tribunal superior de California declaró que los Nakashes había engañado fraudulentamente a los Marciano en la transacción. En 1990, los hermanos Nakash establecieron 66 millones de dólares de 106 millones de dólares de beneficios en depósito y la propiedad de la marca "Gasoline" mientras que los hermanos Marciano recibieron la marca "Diesel". Paul Marciano se encargó al principio de publicidad y relaciones públicas y más tarde se convirtió en director de operaciones de la compañía en 1993. En 2004, Paul y Maurice Marciano juntos poseían el 70 por ciento de los 44 millones de acciones.

### Otras actividades empresariales
Junto con su hermano Maurice, Paul Marciano unieron fuerzas en 2013 con Steve Tisch y World Wrestling Entertainment para respladar Hero Ventures, una puesta en marcha de entretenimiento de Los Ángeles.

## Filantropía
En 2013, la Fundación de Arte Maurice y Paul Marciano pagó 8 millones de dólares para comprar el antiguo Templo Masónico del Rito Escocés en Wilshire Boulevard, con el cual los dos hermanos planean convertir en un museo privado diseñado por el arquitecto Kulapat Yantrasast. Con 90,000 pies cuadrados en cuatro plantas, es casi tan grande como el Museo de Arte Contemporáneo de Los Ángeles y pretenden alojar la colección de 1.000 piezas de los Marciano. Para evitar cualquier conflicto de intereses con la posterior presidencia de Maurice Marciano del MOCA, el proyecto fue temporalmente suspendido.
En 2014, Paul y su hermano Maurice donó 5.2 millones de dólares a las Friends of the Israel Defense Forces.